# Rissenthal
Rissenthal ist ein Ortsteil der Gemeinde Losheim am See im Landkreis Merzig-Wadern (Saarland).

## Geographie
Rissenthal liegt an einem südlichen Ausläufer des Schwarzwälder Hochwaldes, in einem Seitental des Oberen Haustadter Tales, südsüdöstlich vom Kern der Gemeinde Losheim. Die durchschnittliche Höhe liegt bei 250 m ü. NHN. Die das Dorf umgebenden Höhen erreichen mit dem Schlädberg auf 382 m ü. NHN die höchste Erhebung.
Geologisch gehört Rissenthal zu dem großen Triasgebiet, das sich von Mittelfrankreich über Lothringen zwischen Hunsrück, Hocheifel und Ardennen erstreckt. Hier findet sich überwiegend Buntsandstein.

## Geschichte
Der Ort Rissenthal wird im Jahre 1255 zum ersten Mal urkundlich erwähnt. Zu dieser Zeit lag die Grundherrschaft über das Gebiet des Ortes beim Erzbistum Trier.
Am 1. Januar 1974 wurde die bis dahin eigenständige Gemeinde Rissenthal in die Gemeinde Losheim eingegliedert.
Im Jahr 2005 feierte der Ort sein 750-jähriges Jubiläum.

## Politik

### Ortsvorsteher
Der derzeitige Ortsvorsteher von Rissenthal ist Johannes Schwahn (CDU).

### Ehemaliges Gemeindewappen
- Auf Silber ein Kreuz in Rot: Hinweis auf die frühere Zugehörigkeit zu Kurtrier.
- Auf Schwarz ein Kreuz in Silber: Hinweis auf die frühere Gerichtsbarkeit und das Jagdrecht für die Deutschherren-Komturei Beckingen.
- Auf Grün ein Kreuz und eine Tanne in Silber: Hinweis auf Kirche und Pfarrei sowie auf den Wald und das Wiesental.
- Auf Gold acht Eisenhüte in Blau: Hinweis auf den Burgherren von Esch/Lothringen (Gerichtsbarkeit) und Dagstuhl (Zehntabgabe). Die Eisenhüte sind Felle des sibirischen Eichhörnchens (Feh).

## Tourismus
Der 10,5 km lange Rundwanderweg „Schluchtenpfad“ führt um den Ort. Der mittelschwere Weg hat einen hohen Pfadanteil bestehend aus Hohlwegen und Grätschluchten.

## Sehenswürdigkeiten
- Katholische Pfarrkirche St. Blasius, erbaut im 19. Jahrhundert

## Persönlichkeiten
- Peter Wust (1884–1940), Philosoph
- Peter Schlicker (1909–1945), Kaplan (Geboren in Saarbrücken, bestattet vor der katholischen Kirche St. Blasius in Rissenthal)